# Troje (Adelsgeschlecht)

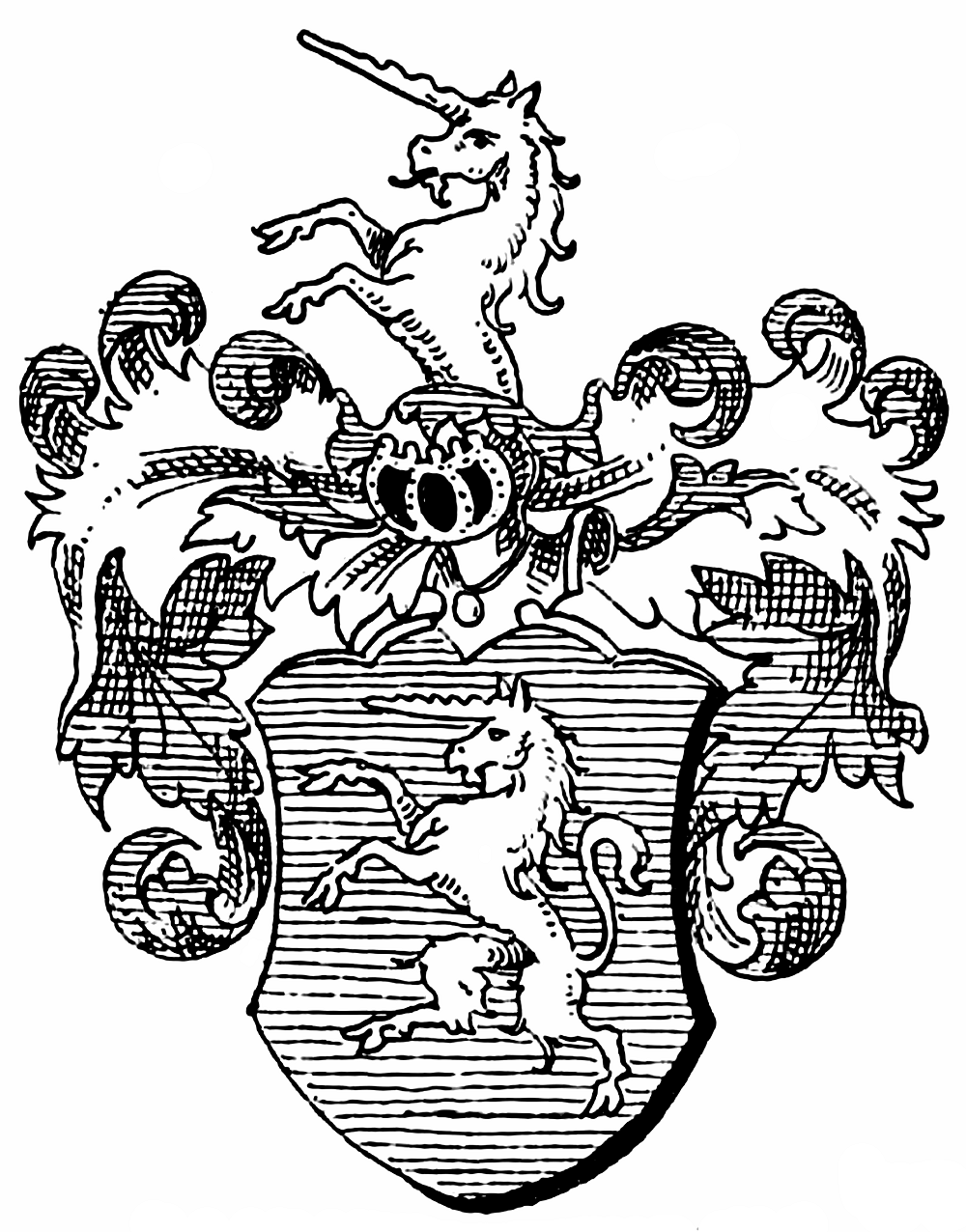
Wappen derer von Troje

Troje, auch Troye von der Woldenburg (Waldenberg) ist der Name eines Adelsgeschlechts, das in Pommern, Brandenburg und Ostpreußen ansässig war.

## Geschichte
Die Familie zählt zum pommerschen Uradel. Der Ritter Ernst von Troye soll 938 gemeinsam mit einem Pommernfürsten namens Barnimo an dem ersten, in Magdeburg ausgetragenen Ritterturnier teilgenommen haben, das unter der Schirmherrschaft des ostfränkischen Königs Heinrich dem Vogler gestanden hatte. Benno von Troye soll 996 sächsischer Bischof gewesen sein. Degener von Troye soll im 11. Jahrhundert in die Schweiz ausgewandert sein.
In Pommern ist die Familie um 1391 in Chanz (Gahnz bei Cammin  in Hinterpommern) und  1406 in Wartow auf Usedom nachgewiesen, in Brandenburg 1577 in Woldenberg in der Neumark. Später kam die Familie nach Dänemark, wo sich 1715 ein Mitglied der Familie als Vizeadmiral auszeichnete, und wurde auch in Ostpreußen ansässig. In Hinterpommern war die Familie noch 1728 in Schönwitz bei Schivelbein begütert, in der Neumark 1644 in Hasenwerder bei Reetz und in Ostpreußen 1781 bei Gerdauen zu Daverwalde, Laggarben und Mamlack.

## Wappen
Das Wappen zeigt in Blau ein springendes silbernes Einhorn. Auf dem Helm mit blau-silbernen Decken das Einhorn wachsend.